# Мізинець
Мізи́нець (мізи́нок, від староцерк.-слов. мѣзиньць — наймолодший син) — п'ятий (зовнішній) палець руки чи ноги людини або тварини. Розміщений поруч з підмізинним пальцем. Як правило, мізинець найменший палець руки і ноги.